# Groń (Pasmo Łososińskie)
Groń 743 m – jeden z wierzchołków Pasma Łososińskiego w Beskidzie Wyspowym. Znajduje się w zachodniej części tego pasma, pomiędzy Dzielcem (628 m) a Sarczynem. Jego południowe, strome i zalesione stoki opadają do miejscowości Sowliny, północne do Łososiny Górnej. Od północnej strony stoki są bardziej łagodne i zabudowania i pola uprawne podchodzą niemal pod sam szczyt Gronia (osiedle Stasiakówka). Grzbietem prowadzi szlak turystyczny.

## Szlaki turystyki pieszej
– zielony z Łososiny Górnej przez Sałasz Zachodni do Pisarzowej.

## Przypisy

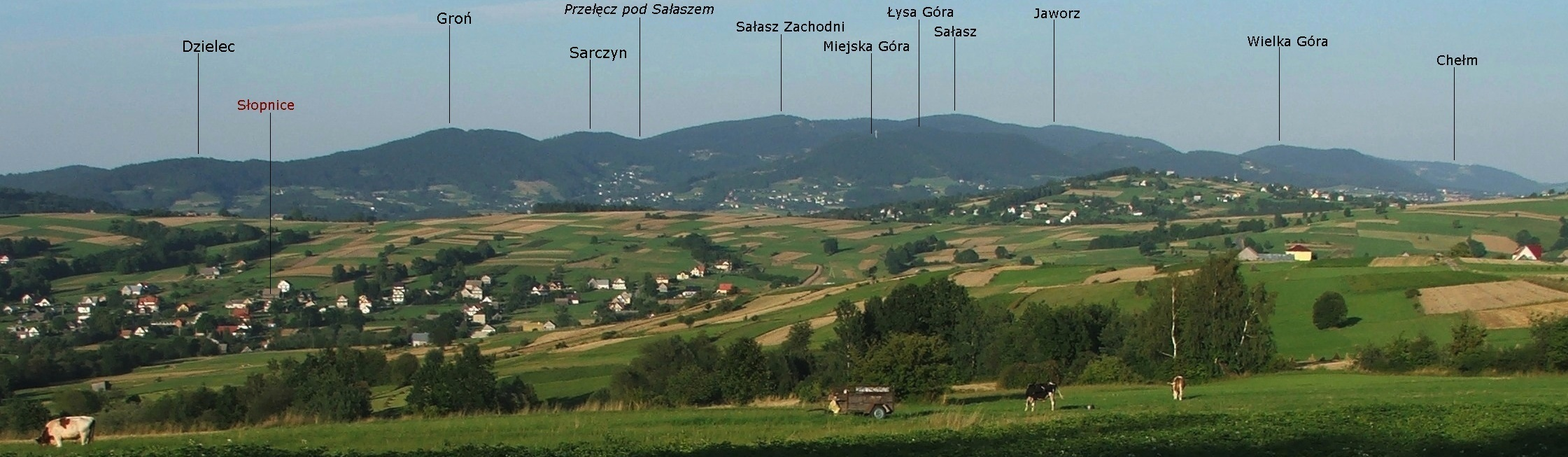
Położenie Gronia w Paśmie Łososińskim